# Stanisław Pietkiewicz
Stanisław Pietkiewicz (ur. 9 sierpnia 1894 w Cybulowie, zm. 23 kwietnia 1986 w Warszawie) – polski działacz niepodległościowy, geograf i kartograf.

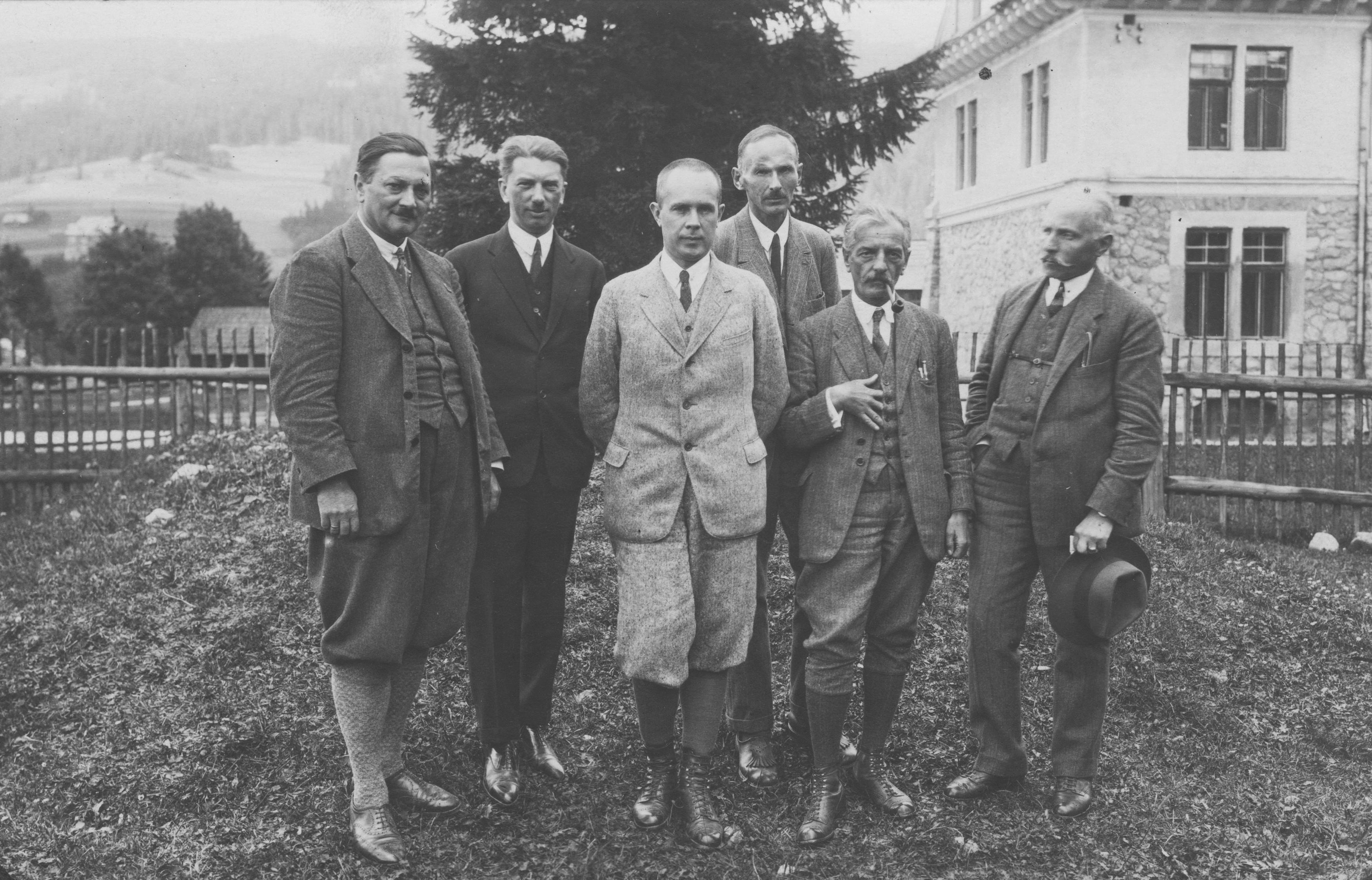
Od prawej: prof. Stanisław Pietkiewicz, prof. Eugeniusz Romer, Ferdynand Rabowski, Walery Goetel, Gryglaszewski, Bronisław Romaniszyn.

## Życiorys
Odbył studia hydro-inżynieryjne w Instytucie Politechnicznym w Piotrogrodzie oraz studia geograficzne w Wolnej Wszechnicy Polskiej i Uniwersytecie Warszawskim. Studiował także w uniwersytecie w Paryżu.
Zweryfikowany w stopniu porucznika ze starszeństwem z 1 czerwca 1919 w korpusie oficerów rezerwy geografów. W 1934 pozostawał w ewidencji Powiatowej Komendy Uzupełnień Warszawa Miasto III. 
W 1929 otrzymał tytuł doktora za pracę Pojezierze Suwalszczyzny Zachodniej. Zarys morfologii lodowcowej. W latach 1930–1939 pracownik Katedry Geografii, w 1950–1964 kierownik Katedry Kartografii Uniwersytetu Warszawskiego. Od 1936 docent geografii fizycznej Uniwersytetu Warszawskiego (praca O sposobach przedstawiania terenu na mapach). Od 1954 profesor nadzwyczajny tej uczelni. Równocześnie profesor Katedry Geografii Fizycznej Uniwersytetu Łódzkiego (1950–1961) oraz kierownik, a później profesor Pracowni Geografii Polskiej Akademii Nauk (1954–1962). 
W latach 1920–1922 brał czynny udział w wytyczaniu granicy państwowej Polski w Wielkopolsce, na Pomorzu i Mazurach, a w 1946 w Białostockiem. Współpracownik Polsko-Radzieckiej Komisji Delimitacyjnej (1947–1950). 
Od 1947 członek korespondencyjny Towarzystwa Naukowego Warszawskiego. W latach 1948–1949 wykładał geografię i geologię w Oficerskiej Szkole Służby Geograficznej w Warszawie. Członek Polskiego Towarzystwa Geologicznego
W pracy naukowej zajmował się przede wszystkim kartografią, ale także mapoznawstwem oraz historią geografii. Prowadził pionierskie w skali światowej badania elementów na dawnych mapach, opracował liczne mapy południowej Polski, współpracował nad Przeglądową mapą geologiczną Polski.
Zmarł w Warszawie, pochowany na cmentarzu Powązkowskim (kwatera 256-5-15).

## Wybrane publikacje naukowe
- Granica polsko-niemiecka w oświetleniu Niemców (1927)
- O polskich mapach ludnościowych (1927)
- Schodowate układy zrównań erozyjnych (1939)
- Plan regionalny przesiedlenia osadników rolnych na Ziemie Odzyskane (1945)
- Klimaty kuli ziemskiej (1946)
- O granicy państwowej i jej przeprowadzeniu (1946)
- Podstawy geodezji i topografii dla I roku geografii i geologii (1952)
- Wody kuli ziemskiej (1958)
- Zagadnienia kartografii ogólnej (1968)
- Słownik pojęć geograficznych (1973)
- Studia nad dokładnością dawnych map ziem polskich... (1980)

## Ordery i odznaczenia
- Krzyż Komandorski Orderu Odrodzenia Polski (2 lipca 1947)[5]
- Krzyż Niepodległości – 7 lipca 1931 „za pracę w dziele odzyskania niepodległości”[6]
- Srebrny Krzyż Zasługi (4 marca 1925)[7]
- Medal 10-lecia Polski Ludowej (22 lipca 1955)[8]